# Houtan
Houtan (chiń. 后滩站) – stacja metra w Szanghaju, na linii 7. Zlokalizowana jest pomiędzy stacjami Chuanchang Lu i Changqing Lu. Została otwarta w kwietniu 2010.